# ヒルベルト・マルティネス
ヒルベルト・マルティネス・ビダル（Gilberto Martínez Vidal, 1979年10月1日 - ）は、コスタリカ・プンタレナス州ゴルフィート出身の元同国代表サッカー選手。現役時代のポジションはディフェンダー。
「中米のファビオ・カンナヴァーロ」の異名を持つプレーヤー。

## 経歴

### サプリサ
太平洋沿岸の街ゴルフィートで生まれる。デポルティーボ・サプリサのユースで育ち、2000年1月19日のCSカルタヒネス戦でプロデビューし、4-0の勝利で飾った。

### ブレシア
2002年9月15日、日韓ワールドカップでのパフォーマンスを評価したブレシア・カルチョと契約。11月6日のパルマFC戦でセリエAデビューすると、加入初年度でディフェンスラインの主力となった。2004年12月5日のレッジーナ・カルチョ戦で初ゴールを挙げた。
ドイツ・ワールドカップにおいて足首を負傷したことにより、以降のシーズンは出場機会が減少する。2006-07シーズンはASローマへ期限付き移籍するがリーグ戦でプレーすることはできず、1シーズンでブレシアに戻った。2008年8月23日のコッパ・イタリア・トリノFC戦で復帰すると、セリエBながらレギュラーの座を取り戻した。
2011年1月31日からシーズン後半はUCサンプドリアへローンとなる。9月22日にブレシアとの契約を解除したが、12月2日には再び契約を交わしたことが発表された。最終的に同クラブではビクトル・マレコを上回り外国人最多となる228試合に出場した。

### レッチェ
2011-12シーズン終了に伴いスタディオ・マリオ・リガモンティを去ると、半年間のフリー期間を経て2013年1月10日にレガ・プロ・プリマ・ディヴィジオーネのUSレッチェへ加入。2月24日のヴィルトゥス・エンテッラ戦で同クラブ初出場となった。7月22日にクラブとの契約を2年延長した。

### モンツァ以降
2015年1月より半年間はACモンツァでプレーした。2015-16シーズンからはセリエDのACDナルドに加入。2016年1月にACリミニ1912との移籍交渉が行われたが、EU枠の問題で不成立に終わった。翌シーズンはセリエDのUSDアウダーチェ・チェリニョーラでプレー。
2017年末を以て現役を引退することを表明した。

### 代表
1999年にナイジェリアで開催されたFIFAワールドユース選手権のメンバーに選出された。
2001年1月15日、2002 FIFAワールドカップ・北中米カリブ海予選のグアテマラ戦でコスタリカ代表デビュー。計61試合に出場した。ワールドカップ予選には26試合でプレー。2002年大会と2006年大会の舞台にも立ち、前者においては全3試合でスタメンに名を連ねた。。2001年及び翌年のUNCAFネイションズ・カップや2003 CONCACAFゴールドカップ、コパ・アメリカ2001でもプレーした。
2011年3月に開催されたアルゼンチンとの親善試合が自身最後の代表戦となった。

## 代表歴

### 出場大会
- コスタリカ代表
  - 2002 FIFAワールドカップ
  - 2006 FIFAワールドカップ

### 試合数
- 国際Aマッチ 61試合 0得点（2001年-2011年）[11]

| コスタリカ代表 | 国際Aマッチ | 国際Aマッチ |
| 年             | 出場        | 得点        |
| -------------- | ----------- | ----------- |
| 2001           | 17          | 0           |
| 2002           | 12          | 0           |
| 2003           | 8           | 0           |
| 2004           | 10          | 0           |
| 2005           | 8           | 0           |
| 2006           | 3           | 0           |
| 2007           | 0           | 0           |
| 2008           | 0           | 0           |
| 2009           | 1           | 0           |
| 2010           | 0           | 0           |
| 2011           | 2           | 0           |
| 通算           | 61          | 0           |

## タイトル
サプリサ
- プリメーラ・ディビシオン : 1997-98, 1998-99

ローマ
- コッパ・イタリア : 2006-07